# Trattato di Dunkerque
Il trattato di Dunkerque o patto di Dunkerque è un accordo siglato il 4 marzo 1947 tra Francia e Regno Unito al fine di creare un fronte unico di mutua difesa militare contro l'eventualità di una nuova minaccia bellica proveniente dalla Germania o, secondo una diversa interpretazione, quale difesa contro eventuali future minacce provenienti dall'Unione sovietica.

## Storia
Stipulata nella città francese di Dunkerque, è stata la prima alleanza occidentale dopo la fine della seconda guerra mondiale. L'alleanza militare entrò in vigore l'8 settembre successivo. Verrà ampliata ai paesi del Benelux con il successivo trattato di Bruxelles del 17 marzo 1948.

## Significato militare e geopolitico
L'accordo dimostrava un interessamento inglese verso la formazione di un'alleanza euro-occidentale e garantiva alla Francia una prima garanzia contro il pericolo tedesco, ma, soprattutto, la spingeva a entrare in un'ottica di ragionamento geopolitico europeo a tre con Inghilterra e Stati Uniti d'America.
Secondo Marc Trachtenberg, la minaccia tedesca paventata nel Trattato di Dunkerque (al pari della successiva intesa di Bruxelles) era solo un pretesto per giustificare un accordo su un fronte unico di difesa che, secondo lo studioso statunitense, avrebbe guardato, invece, a futuri attriti con l'Unione Sovietica.